# دانشکده داروسازی شیراز
دانشکده داروسازی دانشگاه علوم پزشکی شیراز یکی از دانشکده‌های داروسازی ایران وابسته به دانشگاه علوم پزشکی شیراز در شیراز است.

## تاریخچه
دانشکده داروسازی شیراز در سال ۱۳۶۹ بنیانگذاری شد. هم‌اکنون ریاست این دانشکده را امیر آزادی برعهده دارد.